# كيلي مورغان
كيلي مورغان (بالإنجليزية: Kelly Morgan) هي لاعبة كرة الريشة بريطانية، ولدت في 22 مايو 1975 في Pontypridd ‏ في المملكة المتحدة.

## وصلات خارجية
- كيلي مورغان على موقع BWF.tournamentsoftware.com (الإنجليزية)
- كيلي مورغان على موقع BWFbadminton.com (الإنجليزية)
- كيلي مورغان على موقع اللجنة الأولمبية الدولية (الإنجليزية)
- كيلي مورغان على موقع أوليمبيديا (الإنجليزية)
- كيلي مورغان على موقع اللجنة الأولمبية البريطانية (الإنجليزية)
- كيلي مورغان على موقع اللجنة الأولمبية البريطانية (الإنجليزية)
- كيلي مورغان على موقع اتحاد ألعاب الكومنولث (مؤرشف) (الإنجليزية)
- كيلي مورغان على موقع دورة ألعاب الكومنولث 2006 (مؤرشف) (الإنجليزية)